# بیک باغی
بیک باغی یک روستا در ایران است که در دهستان اجارود شمالی واقع شده‌است. بیک باغی ۱۲۲ نفر جمعیت دارد.